# Randžít Singh
Randžít Singh (13. listopadu 1780 – 27. června 1839) zvaný Lev z Paňdžábu byl sikhský válečník, zakladatel a první vládce Sikhské říše. Narodil se jako syn vladaře jednoho z 12 sikhských státečků existujících tehdy na severu indického subkontinentu. V dětství ztratil následkem neštovic zrak v levém oku. Od věku deseti let se účastnil bitev, a když brzy poté zemřel jeho otec, postavil se Randžít Singh do čela jeho armády a bojoval proti Afgháncům pronikajícím na území Paňdžábu. Sjednotil pod svým vedením doposud znesvářená sikhská území a ve věku 21 let byl prohlášen „mahárádžou Paňdžábu“. Během jeho vlády se mu podařilo odrazit veškeré nájezdy a ustavit přátelské vztahy s Brity. Zároveň jeho vláda znamenala období prosperity a modernizace v regionu.